# Ratonnade
Une ratonnade est une violence physique exercée à l'encontre d'une minorité ethnique ou d'un groupe social, initialement à l'encontre de personnes d'origine arabe en France.

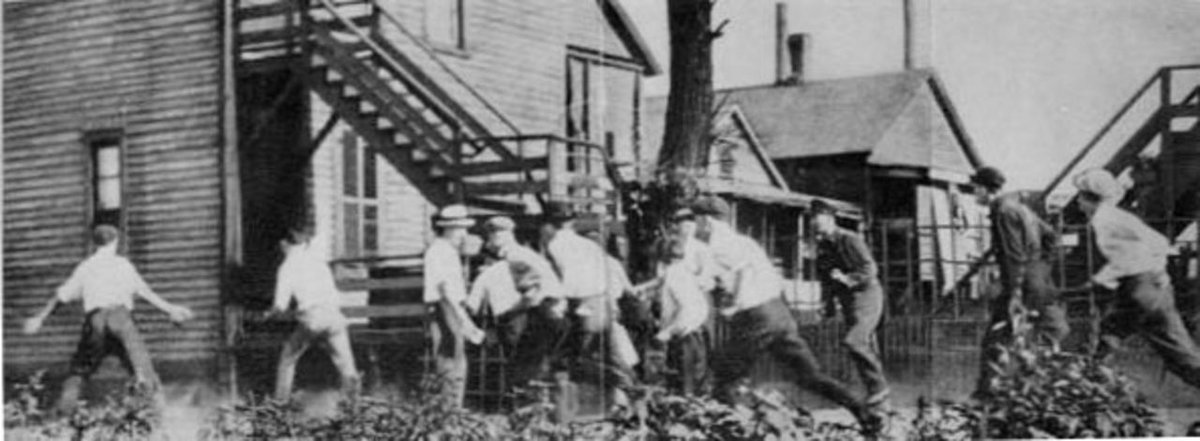
Des Blancs faisant la chasse aux Noirs, pendant les émeutes à Chicago de 1919 déclenchées à la suite de la noyade d’un jeune Noir.

## Étymologie
L'expression vient du mot raton, très fortement péjoratif et raciste, apparu en 1937, qui désigne un Arabe en argot français. À noter qu'un raton est un petit rat dans la langue française ; au XVIIIe siècle le mot peut être employé affectueusement pour parler d'un enfant. Le mot devient péjoratif au siècle suivant (désignant un enfant entraîné à voler), puis raciste dans l’entre-deux-guerres.
Selon Sylvie Thénault, le mot est utilisé à l'écrit pour la première fois en 1958 pour désigner des violences commises le 29 décembre 1956 par les Français d’Algérie sur les Algériens lors des obsèques du leader de l’Algérie française Amédée Froger, assassiné par les nationalistes. Il sert ensuite à décrire des violences policières sur les Algériens, notamment le massacre du 17 octobre 1961 à Paris, et la vague de meurtres et de violences racistes de 1973 en particulier à Marseille.

## Historique

### En France
Les ratonnades (au sens premier historique, c'est-à-dire des violences contre les personnes arabes) ont été particulièrement violentes dans les années 1950 et 1960, faisant de très nombreux blessés et morts dans le contexte de la guerre d'Algérie.
La plus importante fut le massacre des Algériens à Paris les 17 et 18 octobre en 1961, qui fut qualifiée de ratonnade à l'époque, et qui fit des dizaines de morts (les estimations varient de 30 à plus de 200). D'autres ratonnades importantes eurent lieu à Paris les 2 et 3 avril 1961 : la « ratonnade de la Goutte d'Or » (127 blessés graves), et à Metz les 23 et 24 juillet 1961 (4 morts et 27 blessés).
Ces dizaines de morts dans les manifestations font suite à des centaines d'arrestations arbitraires d'Algériens par la police de Paris et les supplétifs FPA, à l'occasion desquelles de nombreux Algériens ont été torturés, parfois à mort. Parmi les tortures, citons celle où on fait boire au prisonnier de l'eau de Javel. Des viols ont également été commis pendant les perquisitions chez les Algériens de Paris.
En 1973, des ratonnades ont lieu à Marseille.

### Autres pays
Au Royaume-Uni, de nombreuses ratonnades, appelées là-bas « paki-bashing », ont été commises par des racistes de l'extrême droite britannique ainsi que par les premiers skinheads dans les années 1970 à la suite de la venue d'immigrés desi (« Paki » est un terme informel raciste utilisé pour désigner une personne d'origine pakistanaise et plus généralement desi).
En Espagne, des ratonnades eurent lieu à la suite des attentats du 11 mars 2004 à Madrid, plus précisément en Andalousie.
Le phénomène de ratonnade exercée par des citoyens ordinaires a été également très important. Il est notamment, mais pas seulement, le fait de skinheads néonazis, comme Blood & Honour appelant à la violence contre les immigrés. Un des derniers exemples en France, en 1998, fit un mort.